# Тминоножка уплощённоплодная
Тминоножка уплощённоплодная (лат. Grammosciadium platycarpum) — многолетнее травянистое растение, вид рода Тминоножка (Grammosciadium) семейства Зонтичные (Apiaceae).
Недозрелые плоды испытаны и одобрены в качестве пряности при обработке рыбы.
Эфирное масло пригодно для кондитерского производства.

## Распространение и экология
Растение произрастает в Иране и на юго-востоке Малой Азии.
Растёт в средней горной зоне на сухих травянистых склонах и в разреженных высокогорных лесах до высоты 2 600 метров.

## Биологическое описание
Стебель одиночный, голый, угловато-ребристый, высотой до 44 см, почти от основания ветвистый. Корень вертикальный, толщиной около 5 мм.
Листья узколанцентные, длиной 5—15 см, шириной 1—2,5 мм, трижды перисторассечённые.
Зонтики диаметром 5,5—8 см, с 8—14 неодинаковыми по длине лучами; на каждом луче соцветие диаметром около 1,5 см, состоящее из 12—22 цветков.
Плоды линейно-продолговатые, сильно сжатые, длиной 1,5—2 см, шириной 2 мм.

## Химический состав
В плодах содержится жирное (до 15 %) и эфирное масло. Эфирное масло начинает образовываться в начале завязывания плодов. Оно представляет собой бесцветную или чуть желтоватую жидкость с резким, но приятным запахом. Выход масла в различных районах произрастания 1,15—1,7 % на абсолютно сухую массу. В вегетативных частях его содержится до 0,35 %. В состав эфирного масла из зрелых плодов входят линалоол (72 %), линалилацетат (12,5 %), D-лимонен (10 %), бициклический сесквитерпен, до 1 % свободных органических кислот.
Незрелые плоды содержат эфирное масло в основном того же состава, что и зрелые плоды, но спиртов и эфиров в нём меньше, а свободных кислот больше; кроме того, присутствует некоторое количество альдегидов, которые не обнаружены в масле зрелых плодов.

## Классификация

### Таксономия
|  |                                      |  |                                                             |                                                             |                      |  | ещё 21 семейство (согласно Системе APG II) | ещё 21 семейство (согласно Системе APG II) |                                 |  |  |  | ещё около 5 видов |
|  |                                      |  |                                                             |                                                             |                      |  | ещё 21 семейство (согласно Системе APG II) | ещё 21 семейство (согласно Системе APG II) |                                 |  |  |  | ещё около 5 видов |
|  |                                      |  |                                                             | порядок Ясноткоцветные                                      |                      |  |                                            |                                            | род Тминоножка                  |  |  |  |                   |
|  |                                      |  |                                                             | порядок Ясноткоцветные                                      |                      |  |                                            |                                            | род Тминоножка                  |  |  |  |                   |
|  | отдел Цветковые, или Покрытосеменные |  |                                                             |                                                             | семейство Яснотковые |  |                                            |                                            | вид Тминоножка уплощённоплодная |  |  |  |                   |
|  | отдел Цветковые, или Покрытосеменные |  |                                                             |                                                             | семейство Яснотковые |  |                                            |                                            |                                 |  |  |  |                   |
|  |                                      |  | ещё 44 порядка цветковых растений (согласно Системе APG II) | ещё 44 порядка цветковых растений (согласно Системе APG II) |                      |  |                                            | еще 81 род                                 | еще 81 род                      |  |  |  |                   |
|  |                                      |  |                                                             | ещё 44 порядка цветковых растений (согласно Системе APG II) |                      |  |                                            |                                            | еще 81 род                      |  |  |  |                   |